# لا غوارديا دي جيان
بلدية لا غوارديا دي جيان (بالإسبانية: La Guardia de Jaén) هي بلدية تقع في مقاطعة جيان التابعة لمنطقة أندلوسيا جنوب إسبانيا.

## الديموغرافيا
بلغ عدد سكان بلدية لا غوارديا دي جيان 4.465 نسمة عام 2011 (وفقاً للمعهد الوطني للإحصاء الإسباني).
| 2.051 | 2.106 | 2.040 | 2.811 | 3.678 | 4.061 | 4.465 |